# National Rugby League 2007
La National Rugby League de 2007 fue la 100.ª edición del torneo de rugby league más importante de Australia y Nueva Zelanda.
El campeón del torneo fue el equipo australiano Melbourne Storm, equipo que posteriormente aceptó que había superado el tope salarial impuesto a los clubes de la National Rugby League, por lo que le fue revocado el título así como las ligas locales de 2009 y el World Club Challenge 2010.

## Formato
Los clubes se enfrentaron en una fase regular de todos contra todos, los ocho equipos mejor ubicados al terminar esta fase clasificaron a la postemporada.
Se otorgaron 2 puntos por el triunfo, 1 por el empate y ninguno por la derrota.

## Desarrollo

### Tabla de posiciones
| Pos. | Equipo                        | Encuentros | Encuentros | Encuentros | Encuentros | Tantos | Tantos | Tantos | Puntos |
| Pos. | Equipo                        | PJ         | PG         | PE         | PP         | F      | C      | Dif    | Puntos |
| ---- | ----------------------------- | ---------- | ---------- | ---------- | ---------- | ------ | ------ | ------ | ------ |
| 1    | Melbourne Storm               | 24         | 21         | 0          | 3          | 627    | 277    | +350   | 44     |
| 2    | Manly-Warringah Sea Eagles    | 24         | 18         | 0          | 6          | 597    | 377    | +220   | 38     |
| 3    | North Queensland Cowboys      | 24         | 15         | 0          | 9          | 547    | 618    | -71    | 32     |
| 4    | New Zealand Warriors          | 24         | 13         | 1          | 10         | 593    | 434    | +159   | 29     |
| 5    | Parramatta Eels               | 24         | 13         | 0          | 11         | 573    | 481    | +92    | 28     |
| 6    | Canterbury-Bankstown Bulldogs | 24         | 12         | 0          | 12         | 575    | 528    | +47    | 26     |
| 7    | South Sydney Rabbitohs        | 24         | 12         | 0          | 12         | 408    | 399    | +9     | 26     |
| 8    | Brisbane Broncos              | 24         | 11         | 0          | 13         | 511    | 476    | +35    | 24     |
| 9    | Wests Tigers                  | 24         | 11         | 0          | 13         | 541    | 561    | -20    | 24     |
| 10   | Sydney Roosters               | 24         | 10         | 1          | 13         | 445    | 610    | -165   | 23     |
| 11   | Cronulla-Sutherland Sharks    | 24         | 10         | 0          | 14         | 463    | 403    | +60    | 22     |
| 12   | Gold Coast Titans             | 24         | 10         | 0          | 14         | 409    | 559    | -150   | 22     |
| 13   | St. George Illawarra Dragons  | 24         | 9          | 0          | 15         | 431    | 509    | -78    | 20     |
| 14   | Canberra Raiders              | 24         | 9          | 0          | 15         | 522    | 652    | -130   | 20     |
| 15   | Newcastle Knights             | 24         | 9          | 0          | 15         | 418    | 708    | -290   | 20     |
| 16   | Penrith Panthers              | 24         | 8          | 0          | 16         | 539    | 607    | -68    | 18     |

|  | Postemporada. |

### Postemporada

#### Finales de clasificación
| 7 de septiembre | New Zealand Warriors | 10 - 12 | Parramatta Eels |  |  |

| 8 de septiembre | North Queensland Cowboys | 20 - 18 | Canterbury-Bankstown Bulldogs |  |  |

| 8 de septiembre | Manly-Warringah Sea Eagles | 30 - 6 | South Sydney Rabbitohs |  |  |

| 9 de septiembre | Melbourne Storm | 40 - 0 | Brisbane Broncos |  |  |

#### Semifinal
| 15 de septiembre | Parramatta Eels | 25 - 6 | Canterbury-Bankstown Bulldogs |  |  |

| 16 de septiembre | North Queensland Cowboys | 49 - 12 | New Zealand Warriors |  |  |

#### Finales premilinares
| 22 de septiembre | Manly-Warringah Sea Eagles | 28 - 6 | North Queensland Cowboys |  |  |

| 23 de septiembre | Melbourne Storm | 26 - 10 | Parramatta Eels |  |  |

#### Final
| 31 de septiembre | Melbourne Storm | 34 - 8 | Manly-Warringah Sea Eagles | ANZ Stadium, Sídney             |  |
|                  |                 |        |                            | Asistencia: 81.392 espectadores |  |